# Mairéad Farrell (Politikerin)

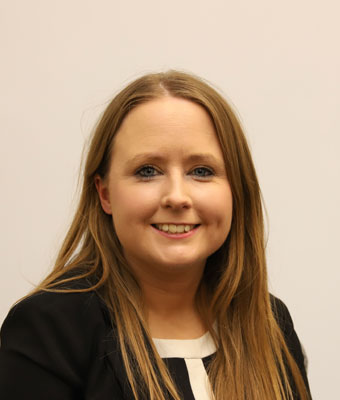
Mairéad Farrell (2020)

Mairéad Farrell (* 5. Januar 1990 in Galway, Irland) ist eine irische Politikerin der Sinn Féin. Seit 2020 ist sie Teachta Dála im irischen Unterhaus Dáil Éireann.

## Leben
Sie ist die Nichte der gleichnamigen IRA-Aktivistin Mairéad Farrell. Ihr Vater Niall war in der pazifistischen Bewegung aktiv.
Mairéad Farrell erhielt ihren Abschluss in Geschichte und Wirtschaftswissenschaften an der University of Galway und schloss ferner mit einem Master an der Queen’s University Belfast ab.
Von 2014 bis 2019 saß sie im Galway County Council.
Bei den Wahlen zum Dáil Éireann 2020 trat sie im Wahlkreis Galway West an und wurde dort für die Sinn Féin gewählt.
Seit Oktober 2024 ist sie Vorsitzende des Rechnungsprüfungsausschusses des Irischen Parlaments.